# Tidebok

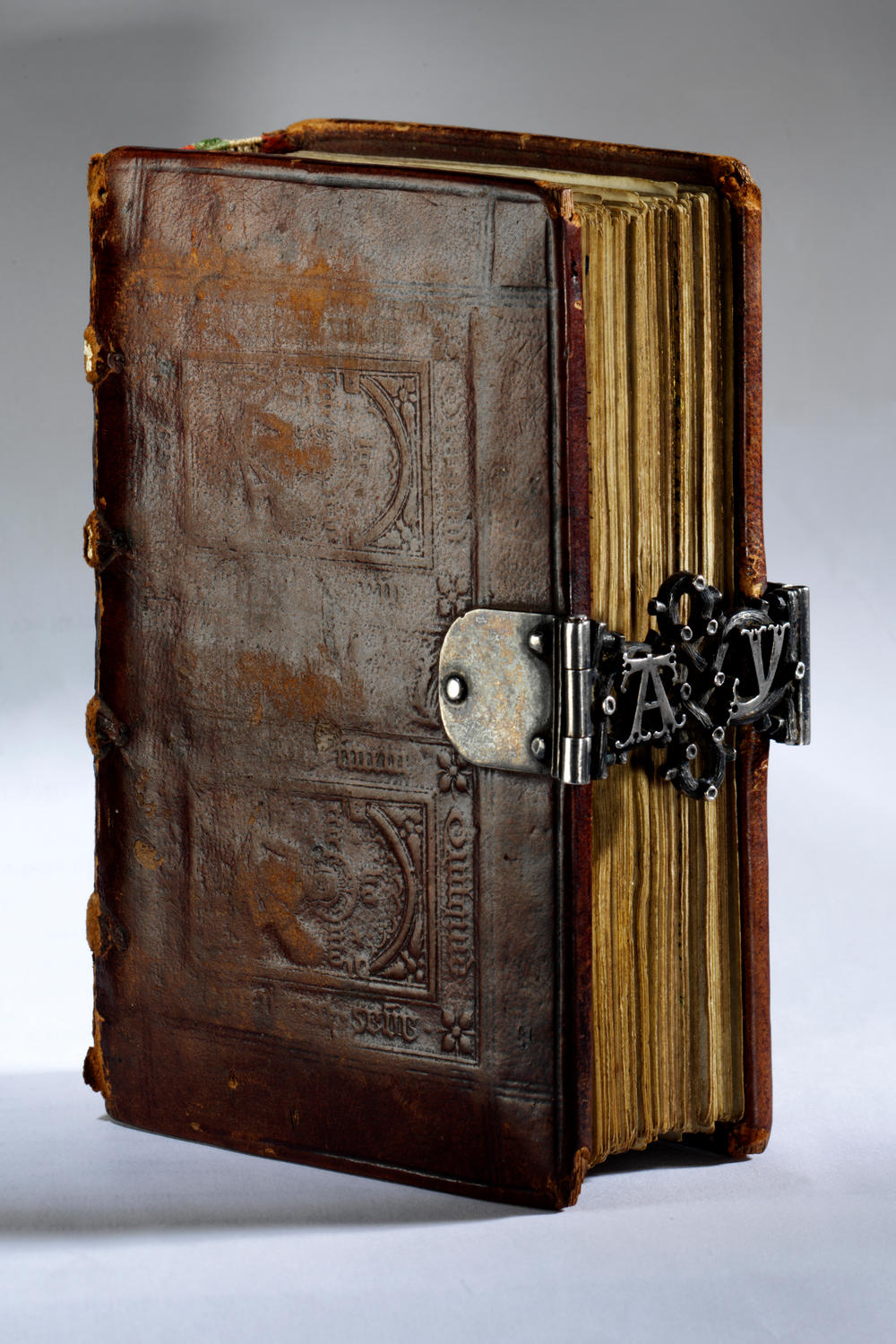

Tidebok är en privat bönbok för tidebön. Den innehåller bönerna för den katolska kyrkans kanoniska timmar (laudes, sext, vesper, completorium med mera), liturgier för lokala helgon och ibland en almanacka. Då tideböcker är avsedda för lekmannabruk var de ofta rikt illuminerade.